# 狂想曲 (蕭敬騰專輯)
狂想曲是蕭敬騰第三張錄音室專輯，這張蕭敬騰首次擔任製作人的專輯共收錄14首歌曲，包括蕭敬騰為代言廣告親自創作的〈白蛇傳〉、〈茉莉戀〉、〈看對眼〉等。首波同名主打單曲〈狂想曲〉於2011年6月8日全球首播，專輯自6月15日起預購，6月30日發行。

## 曲目
| 曲序 | 曲目                                                      |                | 作曲   | 编曲          | 製作人 | 备注                                          | 时长 |
| ---- | --------------------------------------------------------- | -------------- | ------ | ------------- | ------ | --------------------------------------------- | ---- |
| 1.   | 你（You）                                                 | 蕭敬騰         | 陳奐仁 | 陳奐仁        |        | 第二波主打                                    | 4:45 |
| 2.   | 复制人（Clone）                                           | 小寒           | 黃韻仁 | 黃韻仁        |        | 第三波主打 八大戲劇台韓劇《媽媽的慾望》片尾曲 | 5:46 |
| 3.   | 狂想曲（Wild Dreams）                                     | 天天（梁鴻斌） | 李偲菘 | Martin Tang   |        | 首波主打                                      | 4:13 |
| 4.   | 只能想念你（Miss you forever）                            | 蔡健雅         | 蔡健雅 | Adam Lee      |        | 第五波主打 緯來戲劇台韓劇《成均館緋聞》片頭曲 | 4:28 |
| 5.   | 話不多（Quiet）                                           | 李焯雄         | 陳偉   | 陳偉          | 陳偉   |                                               | 4:16 |
| 6.   | 怎麼說我不愛你（How to say I don't love you）             | 阿弟仔         | 阿弟仔 | Kenn C        |        | 第六波主打                                    | 4:33 |
| 7.   | 不停有意外的世界（The Unexpectable World）                | 阿怪           | 李偲菘 | Martin Tang   |        |                                               | 4:02 |
| 8.   | 敷衍（Perfunctoriness）                                   | 小安           | 小安   | 小安          |        |                                               | 3:57 |
| 9.   | 信仰（Faith）                                             | 葛大為         | 李偉菘 | Martin Tang   |        |                                               | 3:55 |
| 10.  | 好想對你說 (悲傷版)（I really want to say (sad version)） | 蕭敬騰         | 蕭敬騰 | 金木義則      |        |                                               | 5:00 |
| 11.  | 好想對你說（I really want to say）                        | 蕭敬騰         | 蕭敬騰 | 洪敬堯 小王子 |        | 第四波主打 《殺手歐陽盆栽》電影主題曲         | 5:06 |
| 12.  | 白蛇傳（Tale of the White Snake）                         | 蕭敬騰         | 蕭敬騰 | 阿弟仔 廖偉傑 |        | 第七波主打 中國Nokia廣告主題曲                | 2:28 |
| 13.  | 茉莉戀（Jasmine Love）                                    | 蕭敬騰         | 蕭敬騰 | 小安          |        | 中國統一冰醇茉莉廣告主題曲                    | 2:45 |
| 14.  | 看對眼（Love at the first sight）                         | 蕭敬騰         | 蕭敬騰 | 洪敬堯 小王子 |        | 中國寶島眼鏡廣告主題曲                        | 3:52 |

## 發行版本
| 發行日期      | 版本                                        | 專輯資訊                                                                                |
| ------------- | ------------------------------------------- | --------------------------------------------------------------------------------------- |
| 2011年6月30日 | 《狂想曲-「Pure蕭敬騰」寫真預購限量版》     | 包裝內含： 1/<狂想曲>專輯(2CD,14 Tracks) 2/ Jam with Kitties隨身寫真冊(14x18.5cm，20頁) |
| 2011年6月30日 | 《狂想曲正式發行版》                        | 2CD                                                                                     |
| 2011年7月29日 | 《狂想曲 夏日狂歡慶功限量終極4D【收藏版】》 | CD+LIVE CD+LIVE DVD+MV                                                                  |
| 2011年7月29日 | 《狂想曲 夏日狂歡慶功限量CD+DVD【影音版】》 | CD+LIVE DVD                                                                             |
| 2011年7月29日 | 《狂想曲 夏日狂歡慶功限量2CD【傾聽版】》    | CD+LIVE CD                                                                              |

## 音樂錄影帶
- 2011年6月9日《狂想曲》導演：鄺盛
- 2011年6月24日《你》導演：鄺盛
- 2011年7月4日《只能想念你》導演：鬼斗
- 2011年7月11日《好想對你說》
- 2011年7月12日《複製人》導演：陳映之
- 2011年7月27日《怎麼說我不愛你》導演：陳映之
- 2012年2月7日《白蛇傳》

## 宣傳活動

### 新歌發表會
- 2011年7月2日 淡水漁人碼頭

### 發片簽唱會
- 2011年7月3日 臺中 新時代購物中心
- 2011年7月9日 臺南 南方公園
- 2011年7月9日 高雄 夢時代

## 銷售記錄

### 台灣
- G-music

發行首週華語榜冠軍（銷售比19.1%），第二週華語及綜合榜雙料冠軍（銷售比30.56%、13.92%） （页面存档备份，存于）
華語榜三週冠軍
2011年度華語榜及綜合榜第16名 （页面存档备份，存于）
- 五大金榜

發行後連續三週華語榜冠軍（銷售比27.09%、28.34%、16.88%） （页面存档备份，存于）
華語榜四週冠軍
2011年度金榜華語榜第9名

## 音樂排行榜

### 線上音樂
- KKBOX （页面存档备份，存于）

2011年KKBOX數位音樂風雲榜年度專輯榜冠軍 （页面存档备份，存于）
2011年7月、8月華語專輯榜雙月冠軍 
2011年年度單曲榜第13名〈只能想念你〉、第21名〈狂想曲〉、第27名〈你〉、第45名〈怎麼說我不愛你〉、第50名〈複製人〉、第78名〈好想對你說〉
- ezPeer （页面存档备份，存于）

2011年ezPeer年度排行專輯榜第五名 （页面存档备份，存于）
國語專輯榜七週冠軍  （页面存档备份，存于）

### 電視廣播
- Channel V音樂飆榜 三週冠軍〈你〉 （页面存档备份，存于）
- 2011 Hito年度百首單曲 第九名〈狂想曲〉、第三十二名〈好想對你說〉

## 得獎紀錄
- 2011年11月 第十七屆【新加坡金曲獎】最佳演繹男歌手獎
- 2012年1月 2011年KKBOX數位音樂風雲榜年度十大風雲歌手
- 2012年5月 2012【hito流行音樂獎】hito年度華語歌曲〈狂想曲〉
- 2012年5月【新加坡e樂大賞2012】e樂最佳男歌手
- 2012年5月 第二十三屆【金曲獎】入圍 最佳國語男歌手獎 蕭敬騰《狂想曲》／華納國際音樂股份有限公司  （页面存档备份，存于）

## 外部連結
- 華納線上音樂雜誌 （页面存档备份，存于）
- 占士邦－蕭敬騰官方網站